# Obukhovski
Obukhovski (en rus: Обуховский) és un poble (un possiólok) de l'óblast d'Astracan, a Rússia, segons el cens del 2010 tenia 97 habitants.